# Magic cross
Nel panorama delle modificazioni corporali la magic cross (letteralmente "croce magica") è una combinazione di due particolari tipi di piercing genitale.

## Magic cross maschile

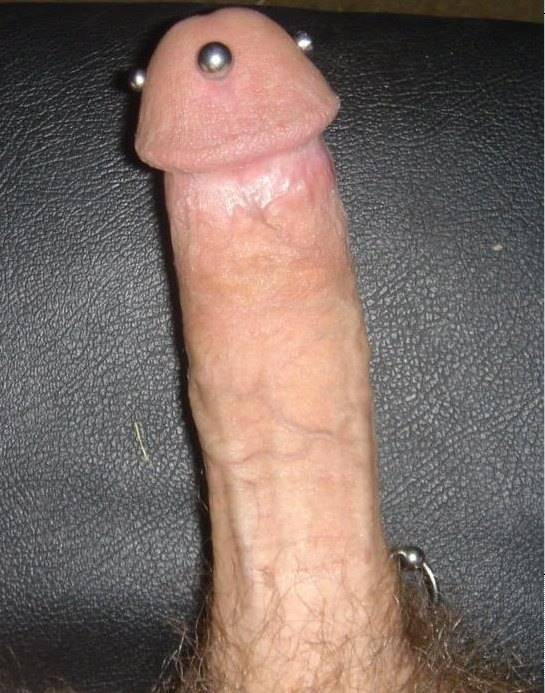
Una magic cross maschile.

Nel caso di piercing genitali maschili, la magic cross si ottiene combinando un ampallang, ossia un piercing che trapassa orizzontalmente il glande del pene, e un apadravya, che lo trapassa invece verticalmente.
Solitamente la magic cross viene realizzata in due diverse sedute ma alcuni possono decidere di sottoporsi contemporaneamente alla realizzazione di entrambi i piercing. 
Il tempo necessario ad una completa guarigione è quindi quello proprio dei due piercing e va dai quattro ai sei mesi, potendo arrivare anche ad un anno nel caso in cui sia stato applicato un ampallang americano. Anche le accortezze da prendere durante tale periodo onde evitare infezioni e sanguinamenti sono le medesime. 

## Magic cross femminile

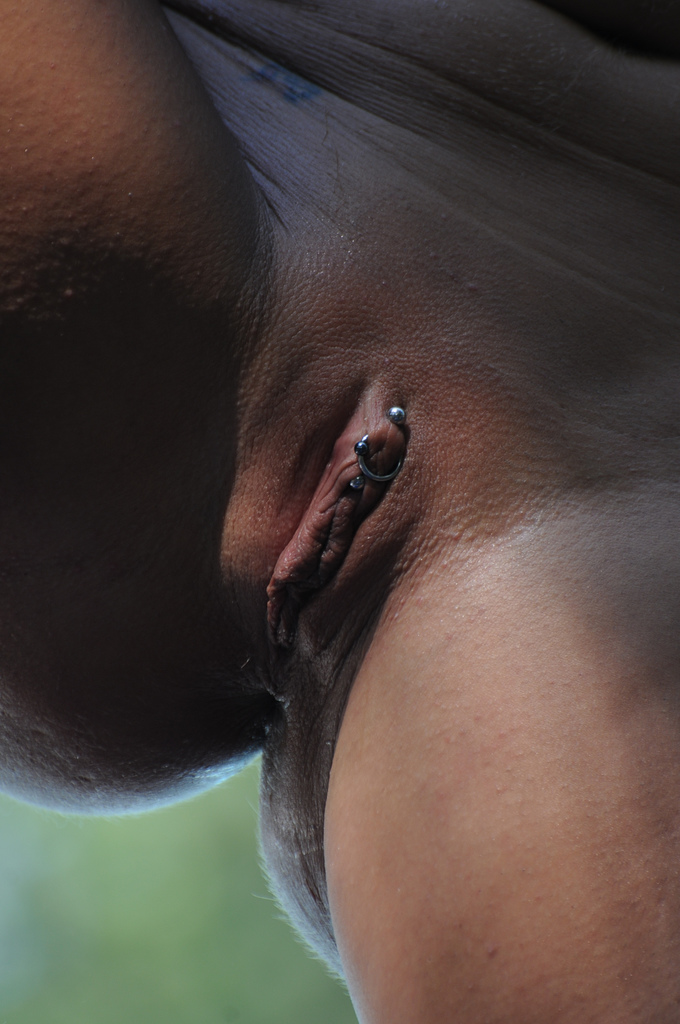
Una magic cross femminile.

Più rara della magic cross maschile, quella femminile si ottiene combinando un piercing del prepuzio clitorideo verticale (VCH) con uno orizzontale (HCH). 
Anche in questo caso il tempo necessario ad una completa guarigione è quindi quello relativo ad entrambi i piercing e va dalle quattro alle sei settimane.
Per essere il vero corrispettivo della versione maschile, questa combinazione dovrebbe essere realizzata con due piercing clitoridei, ossia realizzati sul glande del clitoride, uno verticale ed uno orizzontale, ma una combinazione del genere è difficilissima da realizzare sia per quanto riguarda l'anatomia del clitoride, che per i rischi correlati ai piercing di questo tipo e collegati principalmente all'alto tasso di terminazioni nervose presenti nell'organo.

## Funzioni
Al di là di funzioni prettamente estetiche, si ritiene anche che indossare piercing genitali di questo tipo aumenti la stimolazione sessuale. Mentre nel caso della magic cross maschile ciò accade sia in chi la indossa che nel partner che viene penetrato, con un elevato aumento dell'intensità della stimolazione, nel caso della magic cross femminile, l'unica stimolazione sessuale supplementare è quella che può derivare della pressione del VCH sul clitoride. 